# Bianka Zalewska
Bianka Zalewska, née en 1979 à Biała Podlaska, est une militante humanitaire et une journaliste polonaise. Elle couvre depuis 2014 les événements qui ont conduits à l'invasion de l'Ukraine par la Russie et défend les intérêts du peuple ukrainien. Malgré une tentative d'homicide (2014), une campagne de désinformation et différentes menaces, elle a persévéré et persiste à faire des reportages depuis la ligne de front tout en apportant personnellement de l'aide en Ukraine.
Elle est décorée, en 2014, de l'Ordre de la princesse Olga remis par Petro Porochenko, président de l'Ukraine. 
Le 8 mars 2023 elle se voit décerner le prix international de la femme de courage.